# Хабаровськ-Центральний (аеродром)
Хабаровськ-Центральний («Великий» або «авіабаза Терек») — аеродром у Хабаровському краї Росії спільного базування ВКС, МНС, МВС, ФСБ. Тут базується 18-та бригада армійської авіації (в/ч 42838) на різнорідній техніці: Мі-8, Ка-52, Мі-26, Ан-12, Ан-26, Ту -134 та 12-й авіаремонтний завод.

## Історія
У 1934 році у місті Хабаровську сформовано 60-ті авіаційні майстерні Військово-повітряного флоту, які здійснювали ремонт літаків та двигунів. Місце розташування майстерень у районі нинішнього аеродрому Хабаровськ-Центральний (місцева назва «Великий»).
У 1938 році на польовому аеродромі була побудована бетонна ЗПС для прийому всіх типів літаків.

## Катастрофи та інциденти
- 14 березня 2013 при зльоті стався раптовий крен вертольота Мі-8 і торкання лопатями несучого гвинта поверхні землі, внаслідок чого пошкоджено лопаті несучого гвинта, відірвано хвостову балку, зруйновано хвостовий гвинт.[3]